# John Gielgud

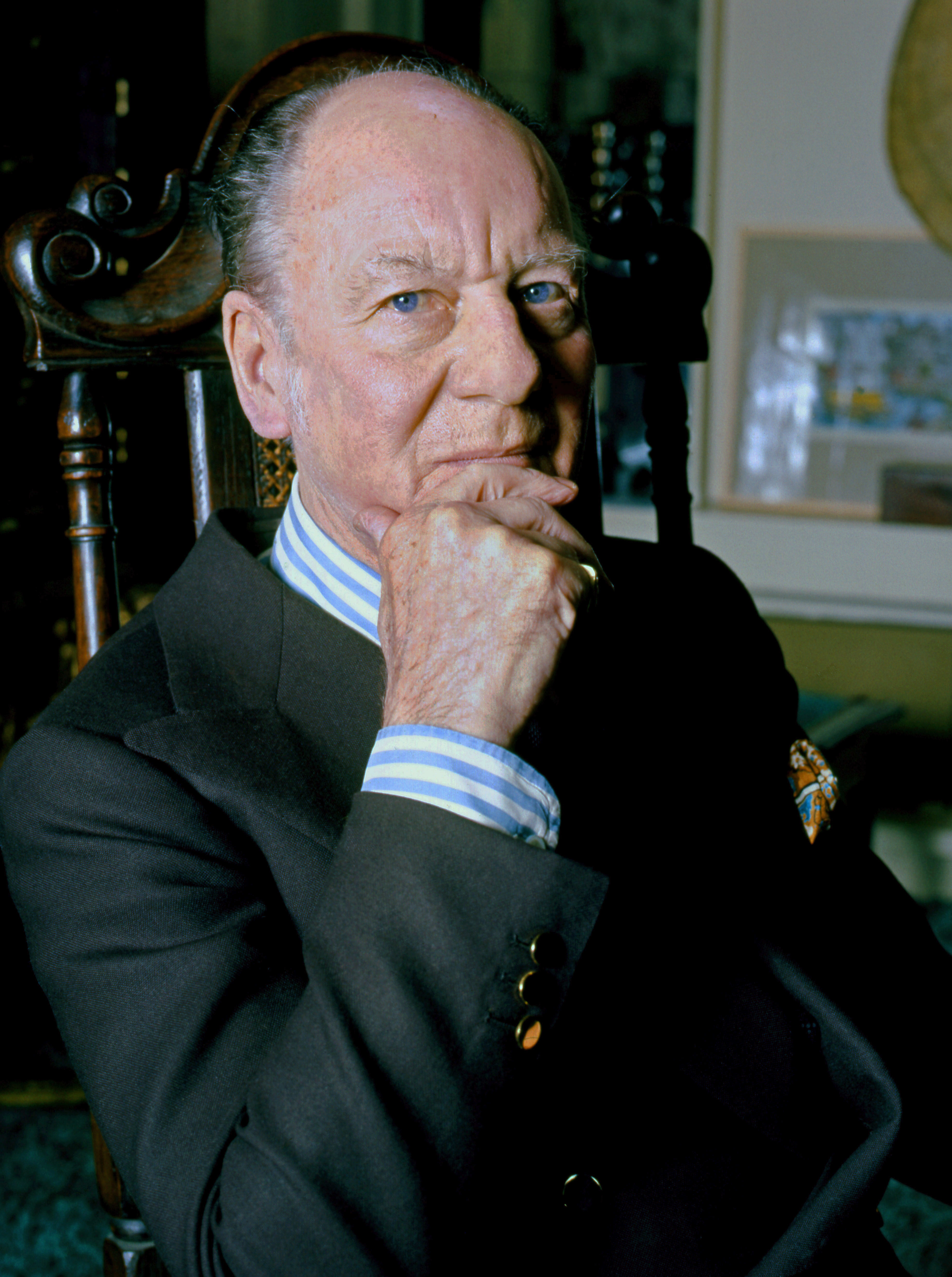
John Gielgud, 1973
Fotografie von Allan Warren

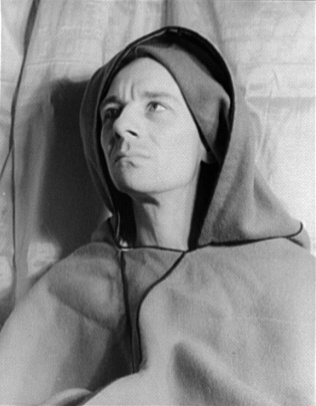
John Gielgud, 1936
Fotografie von Carl van Vechten, aus der Van Vechten Collection der Library of Congress

Sir Arthur John Gielgud, OM, CH [ˈɡiːlɡʊd] (* 14. April 1904 in Kensington, England; † 21. Mai 2000 in Wotton Underwood, England) war ein britischer Schauspieler und Regisseur. Er gilt als einer der herausragendsten englischen Theaterdarsteller des 20. Jahrhunderts. Auch als Filmschauspieler konnte Gielgud über Jahrzehnte Erfolge verzeichnen; 1982 gewann er den Oscar als bester Nebendarsteller für Arthur – Kein Kind von Traurigkeit. Gielgud ist einer der wenigen Künstler, die Emmy, Grammy, Oscar und Tony Award gewonnen haben.

## Karriere
Seine Vorfahren Giełgudowie stammen aus der Stadt Gelgaudiškis im südwestlichen Litauen. Sein Vater war Franciszek Henry Giełgud (1860–1949) und seine Mutter war Kate Terry-Giełgud (1868–1958). John Gielguds Weg in die Schauspielerei war bereits vorgezeichnet, er war Mitglied der Terry family, einer bedeutenden Theaterdynastie. Seine Großmutter Kate Terry und mehr noch seine Großtante Ellen Terry waren prominente Bühnenschauspielerinnen des 19. Jahrhunderts.
Erste Erfahrungen sammelte er ab 1922 bei der Schauspieltruppe von Phyllis Neilson-Terry (1892–1977), seiner Cousine. Nach seinem Abschluss an der Royal Academy of Dramatic Art in London arbeitete er in den folgenden Jahrzehnten am West End und am Old Vic Theatre, und gelegentlich auch am Broadway in New York. Er spielte bereits 1930 das erste Mal Hamlet und galt neben Sir Laurence Olivier und Sir Alec Guinness als der bedeutendste Interpret der großen Rollen von William Shakespeare seiner Zeit. Bereits in jungen Jahren führte der Bühnenstar auch Regie und leitete über lange Zeit das Old Vic Theatre, wobei er hochklassige Shakespeare-Produktionen auf die Bühne brachte. Neben Shakespeare trat Gielgud aber auch in den Stücken jüngerer Autoren auf. Er produzierte ebenfalls Schallplattenfassungen von Theaterstücken, zum Beispiel Oscar Wildes Bunbury für die Columbia.
Gielgud gab sein Filmdebüt bereits 1924, stand in den nächsten Jahrzehnten trotz vieler Angebote aber nur sehr ausgewählt vor der Kamera. Einer seiner wenigen Filme war die Hauptrolle in Alfred Hitchcocks Geheimagent von 1935. 1953 war er der Cassius in Joseph L. Mankiewicz’ Verfilmung von Shakespeares Julius Caesar. Nachdem er sich lange eher abfällig über die Filmschauspielerei geäußert hatte, stand er ab den 1950er-Jahren vermehrt vor der Kamera. Eine Oscar-Nominierung erhielt Gielgud 1964 für die Rolle König Ludwigs VII. in der Verfilmung des Theaterstücks Becket von Jean Anouilh (1964). 1982 erhielt er einen Oscar für die Rolle des sarkastischen Butlers in der Komödie Arthur – Kein Kind von Traurigkeit. Er drehte bis ins hohe Alter und trat unter anderem in David Helfgotts Shine (1996) als Klavierlehrer auf. Sein letzter Film wurde in seinem Todesjahr veröffentlicht.
Gielgud wurde in den deutschen Synchronisationen seiner Filme vor allem von vier einander sehr ähnlich klingenden Sprechern vom Typ des würdevollen älteren Herrn gesprochen, die ihm alle vier in annähernd gleich vielen Filmen ihre Stimmen liehen: Friedrich Schoenfelder, Leo Bardischewski, Friedrich W. Bauschulte und Wilhelm Borchert.

## Privatleben
1953 wurde Gielgud anlässlich eines Klappenbesuchs strafrechtlich verurteilt. Die Öffentlichkeit hat ihn aber deswegen nicht abgelehnt, sondern er erhielt nach seinem nächsten Bühnenauftritt eine stehende Ovation. Dies half mit, die Entkriminalisierung der Homosexualität in England und Wales voranzutreiben. Im selben Jahr wurde er von Königin Elisabeth II. zum Ritter geschlagen. Zwischen 1977 und 1989 war Gielgud zudem Leiter der Royal Academy of Dramatic Art. Sein langjähriger Lebensgefährte Martin Hensler (1932–1999), den er in den 1960er Jahren bei einer Ausstellung in der Tate Gallery kennengelernt hatte, starb wenige Monate vor Sir John.
Für ein leicht morbides Geheimnis sorgt bis heute ein Brief von Gielgud an seinen Schauspielkollegen Stringer Davis (bekannt aus den Miss-Marple-Filmen), den dieser bei seinem Tode ungeöffnet in seiner Pyjamajacke trug. Der Brief wurde ungeöffnet mit Davis beerdigt. Über den Inhalt hat Gielgud bis zu seinem Tode Stillschweigen bewahrt.
Der Schriftsteller Val Gielgud (1900–1981) war sein älterer Bruder.
1994 wurde das Gielgud Theatre in London nach ihm benannt.

## Filmografie (Auswahl)
- 1924: Who is the Man?
- 1929: The Clue of the New Pin
- 1933: The Good Companions
- 1936: Geheimagent (Secret Agent)
- 1941: Der Premierminister (The Prime Minister)
- 1941: An Airman’s Letter to His Mother (Kurzfilm)
- 1953: Julius Caesar
- 1955: Richard III.
- 1956: In 80 Tagen um die Welt (Around the World in Eighty Days)
- 1957: The Barretts of Wimpole Street
- 1957: Die heilige Johanna (Saint Joan)
- 1964: Becket
- 1964: Hamlet (auch Regie)
- 1965: Tod in Hollywood (The Loved One)
- 1965: Falstaff – Glocken um Mitternacht (Campanadas a medianoche)
- 1968: Der Angriff der leichten Brigade (The Charge of the Light Brigade)
- 1968: In den Schuhen des Fischers (The Shoes of the Fisherman)
- 1968: Der mysteriöse Mr. Sebastian (Sebastian)
- 1969: Oh! What a Lovely War
- 1970: Julius Caesar
- 1972: Ein gewisser General Bonaparte (Eagle in a Cage)
- 1973: Der verlorene Horizont (Lost Horizon)
- 1974: Gold
- 1974: Mord im Orient-Expreß (Murder on the Orient Express)
- 1975: Galileo
- 1976: Das Bildnis des Dorian Gray (The Picture of Dorian Gray)
- 1977: Providence
- 1977: A Portrait of the Artist as a Young Man
- 1978: King Richard the Second
- 1979: Der menschliche Faktor (The Human Factor)
- 1979: Mord an der Themse (Murder by Decree)
- 1979: Caligula (Caligola)
- 1980: Der Dirigent (Dyrygent)
- 1980: Der Elefantenmensch (The Elephant Man)
- 1980: Die Formel (The Formula)
- 1980: Omar Mukhtar – Löwe der Wüste (The Lion of the Desert)
- 1981: Die Stunde des Siegers (Chariots of Fire)
- 1981: Arthur – Kein Kind von Traurigkeit (Arthur)
- 1981: Der Fluch der Sphinx (Sphinx)
- 1981: Priest of Love
- 1981: Wiedersehen mit Brideshead (Brideshead Revisited) (Fernseh-Miniserie)
- 1982: Gandhi
- 1982: Marco Polo (Fernseh-Miniserie)
- 1983: Im Wendekreis des Kreuzes (The Scarlet and the Black) (Fernsehfilm)
- 1983: Wagner – Das Leben und Werk Richard Wagners (Wagner)
- 1983: Die verruchte Lady (The Wicked Lady)
- 1984: Palast der Winde (The Far Pavilions)
- 1984: Seelenlos – Ein Mann spielt Gott (Frankenstein) (Fernsehfilm)
- 1985: Eine demanzipierte Frau (Plenty)
- 1985: Time After Time
- 1986: Das Gespenst von Canterville (The Ghost of Canterville)
- 1986: Kreuzfeuer der Agenten (The Whistle Blower)
- 1987: Blaubart und seine Kinder (Barbablu, barbablu)
- 1988: Feuersturm und Asche (War and Remembrance) (Fernseh-Miniserie)
- 1988: Rendezvous mit einer Leiche (Appointment with Death)
- 1988: Arthur 2 – On the Rocks
- 1991: Prosperos Bücher (Prospero’s Books)
- 1991: Die Strauß-Dynastie (The Strauss Dynasty)
- 1992: Wie ein Licht in dunkler Nacht (Shining Through)
- 1992: Swan Song (Kurzfilm)
- 1993: Inspektor Morse, Mordkommission Oxford (Inspector Morse) (Fernsehserie, 1 Folge)
- 1995: Der 1. Ritter (First Knight)
- 1995: Haunted – Haus der Geister (Haunted)
- 1996: Hamlet
- 1996: Shine – Der Weg ins Licht (Shine)
- 1996: Dragonheart (Sprechrolle)
- 1996: Portrait of a Lady
- 1996: Gullivers Reisen (Gulliver’s Travels) (Fernsehfilm)
- 1998: Das magische Schwert – Die Legende von Camelot (Quest for Camelot)
- 1998: Merlin (Fernsehfilm)
- 1998: The Tichborne Claimant
- 1998: Elizabeth
- 2000: Catastrophe (Kurzfilm)

## Auszeichnungen
- mehrfach (1948 The Importance of Being Earnest, 1959 Ages of Man, 1961 Big Fish, Little Fish; 9 weitere Nominierungen) Tony Award[2]
- 1961: Mitglied der American Academy of Arts and Sciences
- 1965: Oscar-Nominierung als bester Nebendarsteller für Becket
- 1979: Grammy als bester Sprecher für Ages of Man – Recordings from Shakespeare[3]
- 1981: Golden Globe als bester Nebendarsteller für Arthur – Kein Kind von Traurigkeit[4]
- 1982: Oscar als bester Nebendarsteller für Arthur – Kein Kind von Traurigkeit
- 1988: Golden Globe als bester Nebendarsteller für War and Remembrance[4]
- 1991: Emmy als bester Hauptdarsteller für Summer’s Lease (5 weitere Nominierungen)[5]
- 2006: Namensgeber für den Asteroiden (39557) Gielgud